# Pethidin-Intermediat A
Das Pethidin-Intermediat A ist ein 4-Phenylpiperidin-Derivat und ein Vorläufer des Opioids Pethidin. Im Gegensatz zu diesen hat es keine analgetische Aktivität. Das Pethidin hat eine Carbonsäureethylester-Einheit, das Intermediat A stattdessen eine Nitrilfunktion.
Außer dem Intermediat A sind noch das Pethidin-Intermediat B und das Pethidin-Intermediat C bekannt. Das B-Derivat verfügt über die Carbonsäureethylester-Einheit des Pethidins, gegenüber dem Pethidin und dem Intermediat fehlt aber die Methylgruppe am Piperidinring. Das C-Derivat trägt statt Nitril beziehungsweise Ester eine Carbonsäureeinheit.

## Gewinnung und Darstellung
Eine mögliche Synthese geht von Phenylacetonitril aus. Durch Deprotonierung mit Natriumamid in Toluol kann dieses mit zwei Molekülen Bromacetaldehyd-Dimethylacetal substituiert werden. Durch Erhitzen in Salzsäure können die Acetale hydrolysiert werden. Reduktive Aminierung mit Methylamin-Hydrochlorid und Natriumcyanoborhydrid in Methanol führt zur Cyclisierung und ergibt das Pethidin-Intermediat A. Eine ähnliche Synthese, die von Phenylacetonitril und Bis(2-bromethyl)methylamin ausgeht, wurde 2021 von einer chinesischen Firma patentiert.

## Reaktionen
Das Pethidin-Intermediat A ist, wie der Name besagt, ein Intermediat bei der Herstellung von Pethidin. Dazu wird zunächst die Nitrilfunktion mit wässriger Schwefelsäure hydrolysiert und anschließend eine Veresterung durch azeotrope Destillation mit Ethanol durchgeführt.

## Rechtliches
Das Pethidin-Intermediat A gehörte seit 1961 zu den hochkontrollierten Substanzen nach dem internationalen Einheitsabkommen über die Betäubungsmittel (Anhang I). In den vereinigten Staaten ist es seit Anfang der 1970er Jahre nach dem Controlled Substances Act nur noch in Anhang II.

## Externe Links zu erwähnten Verbindungen
1. ↑  Externe Identifikatoren von bzw. Datenbank-Links zu Pethidin-Intermediat B:  CAS-Nr.: 77-17-8, EG-Nr.: 201-008-9, ECHA-InfoCard: 100.000.918, PubChem: 32414, ChemSpider: 30039, Wikidata: Q7053200.
2. ↑  Externe Identifikatoren von bzw. Datenbank-Links zu Pethidin-Intermediat C:  CAS-Nr.: 3627-48-3, ECHA-InfoCard: 100.292.212, PubChem: 101106, ChemSpider: 91344, Wikidata: Q7178320.
3. ↑  Externe Identifikatoren von bzw. Datenbank-Links zu Bromacetaldehyd-Dimethylacetal:  CAS-Nr.: 7252-83-7, EG-Nr.: 230-669-6, ECHA-InfoCard: 100.027.881, GESTIS: 121788, PubChem: 81672, Wikidata: Q72451201.
4. ↑  Externe Identifikatoren von bzw. Datenbank-Links zu 2-Brom-N-(2-bromethyl)-N-methylethanamin:  CAS-Nr.: 4275-17-6, PubChem: 20269, ChemSpider: 19095, Wikidata: Q83068333.